# Aspicilia disserpens
Aspicilia disserpens är en lavart som först beskrevs av Alexander Zahlbruckner, och fick sitt nu gällande namn av Veli Johannes Paavo Bartholomeus Räsänen. Aspicilia disserpens ingår i släktet Aspicilia, och familjen Megasporaceae. Enligt den finländska rödlistan är arten sårbar i Finland. Arten är reproducerande i Sverige. Artens livsmiljö är kalfjäll.